# Tha Last Meal
Tha Last Meal è il quinto album del rapper Snoop Dogg, pubblicato nel dicembre 2000, ed è il suo primo lavoro ad essere pubblicato da una etichetta indipendente. L'album include i singoli Snoop Dogg (What's My Name Pt. 2) e Wrong Idea featuring Bad Azz.

## Tracce
1. Intro  (Prodotto da Dr. Dre)
2. Hennesey n Buddah  (featuring Kokane)  (Prodotto da Dr. Dre)
3. Snoop Dogg (What's My Name Pt. 2)  (featuring Nate Dogg, Lady of Rage)
4. True Lies  (featuring Kokane) (Prodotto da Dr. Dre)
5. Wrong Idea  (featuring Bad Azz, Kokane, Lil ½ Dead)
6. Go Away  (featuring Kokane)
7. Set It Off  (featuring MC Ren, Ice Cube, Lady of Rage, Nate Dogg, Kurupt)
8. Stacey Adams  (featuring Kokane)
9. Lay Low  (featuring Nate Dogg, Butch Cassidy, Tray Deee, Goldie Loc, Master P) (Prodotto da Dr. Dre)
10. Bring It On  (featuring Suga Free, Kokane)
11. Game Court (Skit)  (featuring Mac Minister)
12. Issues
13. Brake Fluid (Biiittch Pump Yo Brakes)  (featuring Kokane)
14. Ready 2 Ryde  (featuring Eve)
15. Loosen' Control  (featuring Soopafly, Butch Cassidy)
16. I Can't Swim  (featuring Sir Dogg)
17. Leave Me Alone
18. Back Up Off Me  (featuring Master P, Magic, Mean Green)
19. Y'all Gone Miss Me  (featuring Kokane)

## Classifiche
| Classifiche (2000-01) | Posizione massima |
| --------------------- | ----------------- |
| Belgio (Fiandre)      | 47                |
| Canada                | 15                |
| Francia               | 13                |
| Nuova Zelanda         | 19                |
| Paesi Bassi           | 32                |
| Regno Unito           | 62                |
| Stati Uniti           | 4                 |